# Australische koningsparkiet
De Australische koningsparkiet (Alisterus scapularis) is een soort papegaaiachtige uit het geslacht van de koningsparkieten. Het is een endemische vogel van Australië.

## Beschrijving
De Australische koningsparkiet is 41 tot 44 cm lang. Het mannetje van deze soort is in Australië de enige parkiet met een volledig rode kop, buik en borst. De vleugels zijn donkergroen met een lichtgroene band en de stuit en de staart zijn donkerblauw. Het vrouwtje is veel meer groen met alleen rood op de buik.

## Verspreiding en leefgebied
De Australische koningsparkiet komt voor in een brede strook langs de oostkust van Australië van Noord-Queensland tot in New South Wales en het zuiden van Victoria.
De soort telt 2 ondersoorten:
- A. s. minor: noordoostelijk Queensland.
- A. s. scapularis: van het oostelijke deel van Centraal-Queensland tot zuidelijk Victoria.

Het leefgebied bestaat uit regenwoud, andere bostypen zoals secondair bos en bos- en scrubland langs kusten maar ook in cultuurland mits er besdragende stuiken en bomen zijn in boomgaarden, parken en tuinen. De vogels worden tam in gebieden waar ze regelmatig voer krijgen.

## Status
De Australische koningsparkiet heeft een groot verspreidingsgebied en daardoor alleen al is de kans op uitsterven uiterst gering. De grootte van de populatie is niet gekwantificeerd, maar de aantallen gaan achteruit doordat natuurlijk bos verloren gaat. Echter, de soort is nog vrij algemeen en het tempo van de achteruitgang ligt onder de 30% in tien jaar (minder dan 3,5% per jaar). Om deze redenen staat deze koningsparkiet als niet bedreigd op de Rode Lijst van de IUCN.

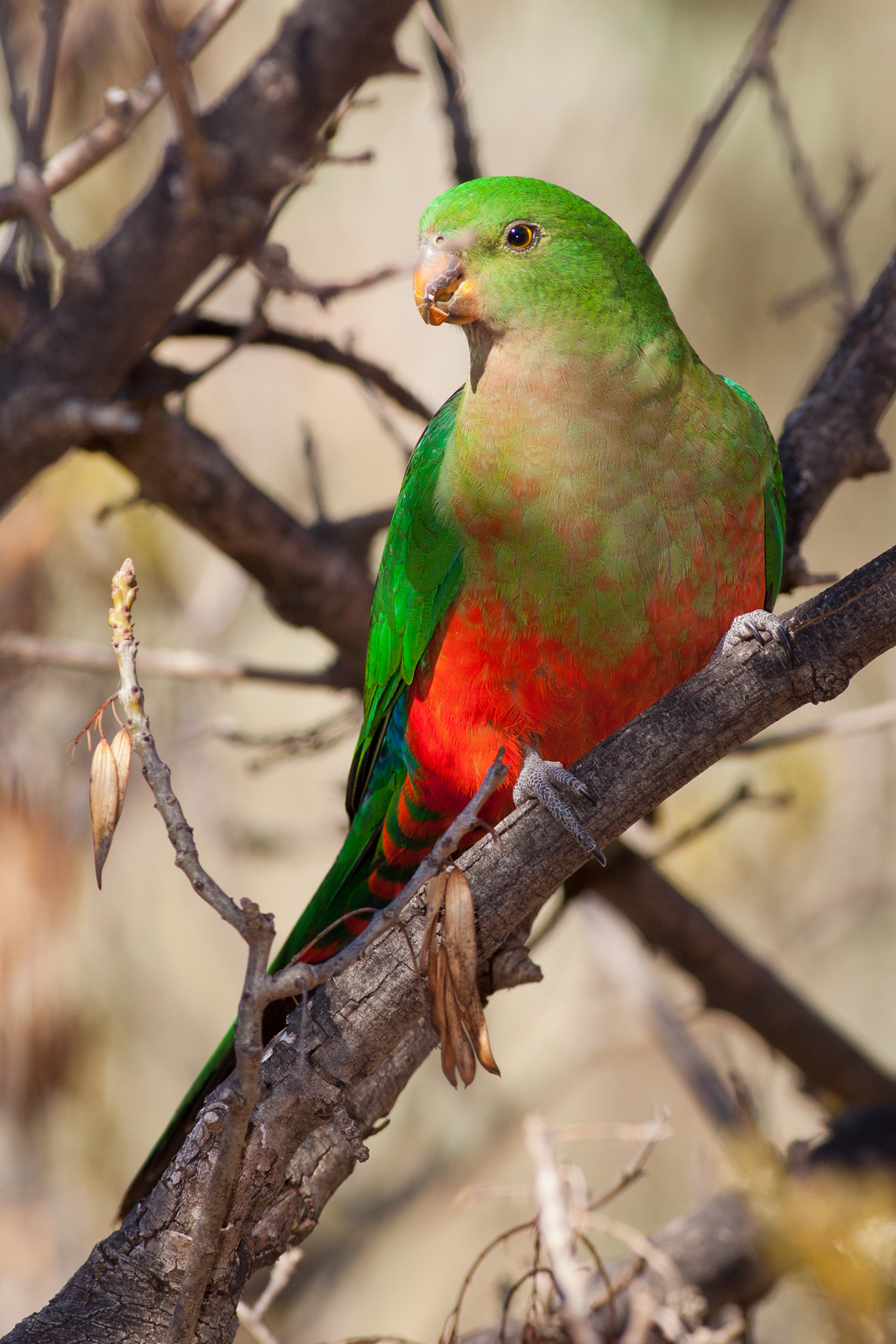
Onvolwassen vogel
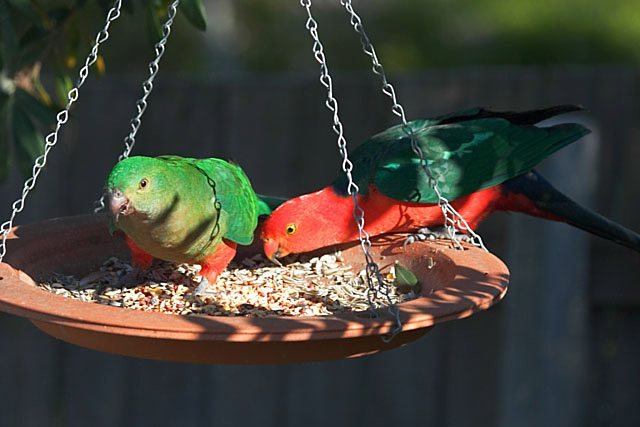
Paartje dat gevoerd wordt